# Dansbandslåten 2000
Dansbandslåten 2000 sändes i TV4, söndagen den 17 september 2000. Programledare var Tina Leijonberg.
Totalt sändes 33 bidrag in, varav tio valdes ut och fick tävla i direktsändningen där Barbados vann överlägset.
Vinnaren utsågs med en kombination av jury- och tittarröster.
Jurygrupperna var placerade hos TV4:s dåvarande lokala stationer i Sverige och fördelade 75% av rösterna, medan tittarna fördelade resterande 25% genom telefonröstning under kvällen.
Ca 90 000 telefonröster kom in.

## Startfält
| Nr | Artist          | Låt                             | Upphovsmän (Text & musik)                                   |
| -- | --------------- | ------------------------------- | ----------------------------------------------------------- |
| 1  | Barbados        | Kom hem                         | Thomas Thörnholm (tm), Calle Kindbom (tm)                   |
| 2  | Drifters        | Sov i min säng                  | Thomas Holmstrand (tm), Linda Jansson (tm), Peter Dahl (tm) |
| 3  | Helene & Gänget | Nånstans så finns du            | Martina Karlsson (tm)                                       |
| 4  | Sannex          | Ingen kan bli som du            | Lasse Sahlin (tm), Klas Öhling (tm)                         |
| 5  | Arvingarna      | Du fick mig att öppna mina ögon | Bo Larsson (tm)                                             |
| 6  | Carina Jaarneks | Minns du hur vi älskade         | Peter Grönvall (tm), Nanne Grönvall (tm)                    |
| 7  | Bhonus          | Bara du                         | Ulf Georgsson (tm), Niclas Eriksson (tm), Jonas Ohlson (tm) |
| 8  | Friends         | Vad pojkar gör om natten        | Henrik Sethsson (tm), Jana Vähämäki (tm)                    |
| 9  | Thor Görans     | Med fötterna på jorden          | Camilla Andersson (tm), Peter Grundström (tm)               |
| 10 | Date            | Allt mina ögon ser              | Thomas G:son (tm)                                           |

## Poäng och placeringar
| Nr | Låt                             | Sundsvall | Stockholm | Värmland | Bergslagen | Göteborg | Halland | Norbotten | Öresund | Öst | Telefon | Summa | Plac. |
| -- | ------------------------------- | --------- | --------- | -------- | ---------- | -------- | ------- | --------- | ------- | --- | ------- | ----- | ----- |
| 1  | Kom hem                         | 12        | 12        | 12       | 12         | 12       | 10      | 12        | 12      | 12  | 36      | 142   | 1     |
| 2  | Sov i min säng                  | -         | -         | -        | -          | -        | -       | 1         | 3       | 3   | -       | 7     | 10    |
| 3  | Nånstans så finns du            | 1         | 3         | 6        | 1          | 1        | 1       | 8         | 10      | -   | 6       | 37    | 7     |
| 4  | Ingen kan bli som du            | 3         | 1         | -        | -          | 2        | 4       | -         | -       | 6   | 3       | 19    | 9     |
| 5  | Du fick mig att öppna mina ögon | 8         | 8         | 8        | 10         | 8        | 12      | 10        | 8       | 10  | 9       | 91    | 2     |
| 6  | Minns du hur vi älskade         | -         | -         | 3        | 2          | -        | 2       | -         | 6       | 1   | 18      | 32    | 8     |
| 7  | Bara du                         | 4         | 2         | 1        | 4          | 10       | 8       | 4         | 2       | 4   | -       | 39    | 6     |
| 8  | Vad pojkar gör om natten        | 6         | 4         | 4        | 6          | 3        | 6       | 2         | 4       | 8   | 30      | 73    | 3     |
| 9  | Med fötterna på jorden          | 2         | 10        | 2        | 3          | 4        | 3       | 6         | 1       | 2   | 12      | 45    | 5     |
| 10 | Allt mina ögon ser              | 10        | 6         | 10       | 8          | 6        | -       | 3         | -       | -   | 24      | 67    | 4     |

### Röstavlämnare
- Sundsvall: Lennart Westman
- Stockholm: Anna-Karin Hallberg
- Värmland: Carina Lindskog
- Bergslagen: Carin Marcus-Almström
- Göteborg: Kina Wileke
- Halland: Anneli Evers
- Norbotten: Petter Antti
- Öresund: Cecilia Johansson
- Öst: Ulf Holmertz
- Telefonröster: Lars Gurell

### Fotnoter
1. ↑  https://smdb.kb.se/catalog/id/002963470/23